# 彭羽彤
彭羽彤（英文：Debby Tuo，1997年12月16日），是在韓國發展的女舞者，出生於台灣宜蘭縣羅東鎮，曾為5人女子團體「DAYDAY」的成員之一，不過團體未出道就遭到解散，現在於韓國舞蹈工作室1MILLION DANCE STUDIO擔任編舞家與舞蹈老師，並曾為KAI、HIGHLIGHT、泰容等藝人伴舞。

## 生平
- 2016年6月，畢業於華岡藝術學校表演藝術科，主修街舞。
- 2017年5月1日，成功加入韓國新的女子團體「DAYDAY」，成為第五位成員，並預計於6月出道，[1][2][3]
- 2017年5月2日，彭羽彤所屬的HYWY娛樂4月30日在微博公開她的個人介紹，卻被眼尖粉絲發現國籍成了「中國」，出生地才是「台灣宜蘭」，再度觸動雙方網友敏感神經。[4]
- 2017年10月20日，經紀公司HYWY娛樂深夜突宣布，取消出道並解散「DAYDAY」，彭羽彤出道夢碎，團體的5名成員形同被放生，而彭羽彤退回練習生時期。[5]
- 2018年2月，彭羽彤宣布以參賽者身分加入中國舞蹈實戰節目《這！就是街舞》。[6]
- 2018年3月28日，彭羽彤參與《這！就是街舞》沒有成功晉級，未能進入49強，她在微博發文表示，就算結果不如預想，但能和參加節目的選手切磋，是一個相當難得的機會，「說實話，輸了這場battle，我並不覺得沮喪，只是感到有些遺憾，遺憾沒能再繼續走下去，沒有在這個舞台上更多展示自己的機會」。[7]

- 2019年，加入韓國舞蹈工作室1MILLION DANCE STUDIO擔任編舞家與舞蹈老師，並與多位韓國歌手合作負責伴舞。[8]

- 2023年8月22日，以舞團1MILLION成員身分出演韓國女子街舞競賽節目《Street Woman Fighter 2》。[9]

## 外部連結
- 彭羽彤的Instagram帳戶
- 彭羽彤的新浪微博